# Beach volley ai XVIII Giochi panamericani
Il beach volley ai XVIII Giochi panamericani si è svolto dal 24 al 30 luglio.

## Risultati
| Evento                      | Oro                                  | Argento                               | Bronzo                                    |
| Torneo maschile (dettagli)  | Cile Marco Grimalt Esteban Grimalt   | Messico Juan Virgen Rodolfo Ontiveros | Argentina Nicolás Capogrosso Julián Azaad |
| Torneo femminile (dettagli) | Stati Uniti Karissa Cook Jace Pardon | Argentina Ana Gallay Fernanda Pereyra | Brasile Carolina Horta Ângela Lavalle     |